# Pekinger Konvention

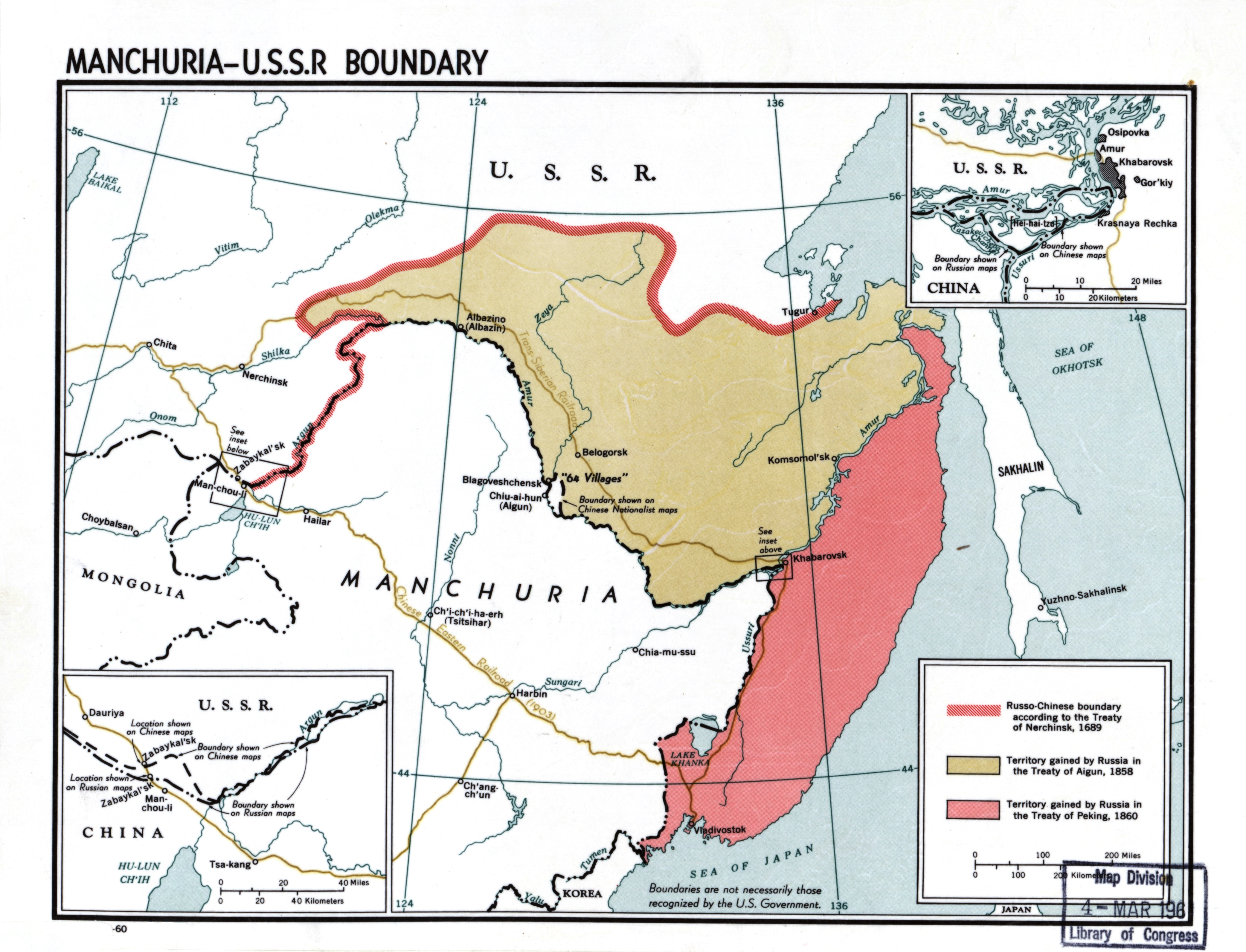
In den Verträgen von 1858 und 1860 an Russland abgetretene Gebiete

Die Pekinger Konvention (chinesisch 北京條約 / 北京条约, Pinyin Běijīng Tiáoyuē) vom 18. Oktober 1860 besteht aus drei Verträgen und stellt eine Ergänzung des Vertrags von Tianjin dar, mit der Großbritannien, Frankreich und Russland dem im Zweiten Opiumkrieg endgültig unterlegenen Kaiserreich China weitere Lasten aufbürdeten. Die Pekinger Konvention zählt zu den Ungleichen Verträgen, die die Kolonialmächte China aufzwangen.

## Inhalt und Folgen
China verpflichtete sich, den Vertrag von Tianjin von 1858 zu ratifizieren und zusätzlich den Hafen von Tianjin als weiteren Vertragshafen für den Überseehandel zu öffnen, ausländischen Flotten freien Verkehr auf dem chinesischen Flussnetz zu gewähren und seinen eigenen Bürgern die Auswanderung auf britischen und französischen Schiffen zu gestatten. Außerdem waren eine „Wiedergutmachungsleistung“ von weiteren 16 Millionen Tael sowie eine generelle Zollbefreiung für Textilimporte vorgesehen. Das bisher nur verpachtete Kowloon wurde an die britische Kronkolonie Hongkong abgetreten. Russland, das nicht an den Kriegshandlungen beteiligt gewesen war, erhielt die komplette Äußere Mandschurei, einschließlich der heutigen Region Primorje, wo noch 1869 der Hafen Wladiwostok (deutsch: Beherrsche den Osten) gegründet wurde.
Die Ungleichen Verträge wurden teilweise im Laufe des 20. Jahrhunderts revidiert. Zuletzt wurde Hongkong mit Kowloon 1997 an China zurückgegeben. Nur die chinesisch-russische Grenze im Fernen Osten ist seit 1860 unverändert.